# Deerfield (Missouri)
Deerfield és una població dels Estats Units a l'estat de Missouri. Segons el cens del 2000 tenia 75 habitants.

## Demografia
Segons el cens del 2000, Deerfield tenia 75 habitants, 33 habitatges, i 19 famílies. La densitat de població era de 289,6 habitants per km².
Dels 33 habitatges en un 27,3% hi vivien nens de menys de 18 anys, en un 48,5% hi vivien parelles casades, en un 9,1% dones solteres, i en un 42,4% no eren unitats familiars. En el 39,4% dels habitatges hi vivien persones soles el 30,3% de les quals corresponia a persones de 65 anys o més que vivien soles. El nombre mitjà de persones vivint en cada habitatge era de 2,27 i el nombre mitjà de persones que vivien en cada família era de 3,11.
Per edats la població es repartia de la següent manera: un 24% tenia menys de 18 anys, un 10,7% entre 18 i 24, un 26,7% entre 25 i 44, un 20% de 45 a 60 i un 18,7% 65 anys o més.
L'edat mediana era de 36 anys. Per cada 100 dones de 18 o més anys hi havia 90 homes.
La renda mediana per habitatge era de 26.667 $ i la renda mediana per família de 31.667 $. Els homes tenien una renda mediana de 18.542 $ mentre que les dones 23.750 $. La renda per capita de la població era d'11.065 $. Cap de les famílies i el 9,3% de la població estaven per davall del llindar de pobresa.

## Poblacions més properes
El següent diagrama mostra les poblacions més properes.